# Паровой молот

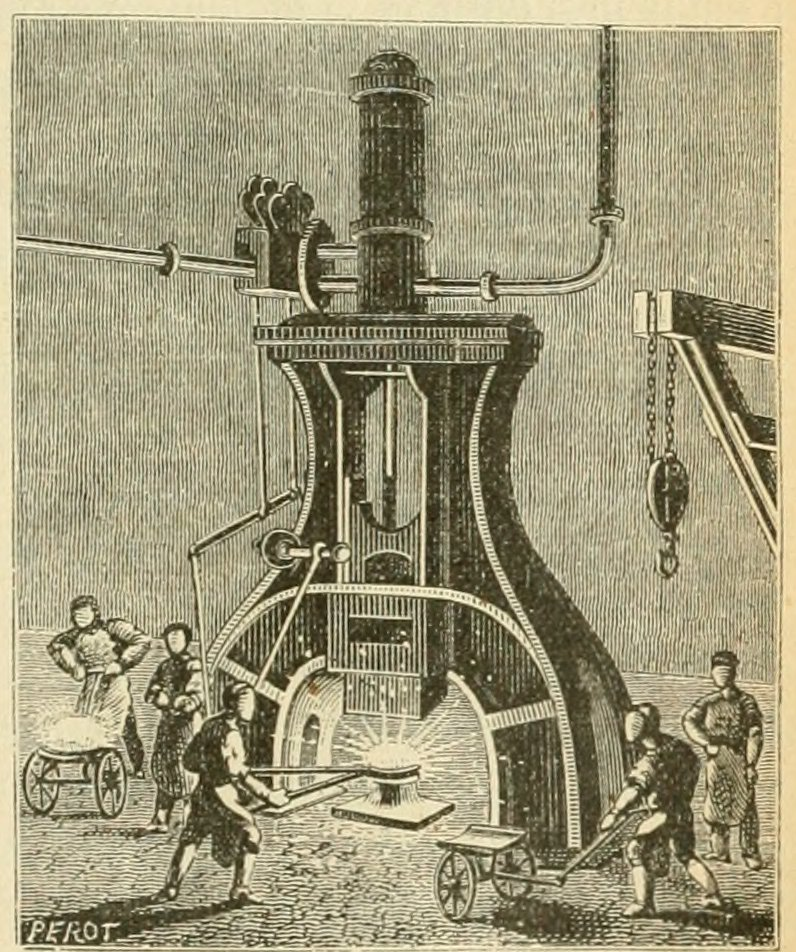

Паровой молот — устройство для ковки металла. По своему принципу действия напоминает работу дизельного двигателя. Поршень парового цилиндра, помещенный сверху станин, соединен с бабой молота. При нагнетании пара поршень поднимается, для удара пар выпускается — молот опускается под собственным весом и происходит удар бойка по заготовке, находящейся на наковальне. Такой молот называется молотом простого действия; если при падении бабы пар пускается с верхней стороны поршня для усиления толчка, получается молот двойного действия (по-другому они называются молотами с верхним паром). Корректность движения бабы во время падения обеспечивает устройство на станинах направляющих, по которым движутся боковые выступы бабы. Наковальня располагается на стуле — тяжелой массе чугуна конической или пирамидальной формы.
Развитие машиностроения и металлургии требовало устройства, которое обеспечивало бы быструю и сильную ковку. Патент на изобретение парового молота получил в 1784 году Джеймс Уатт, но практическое осуществление его мысли относится только к 1842 году, когда был построен в Крёзо (Франция) первый паровой молот по проекту, разработанному англичанином Джеймсом Несмитом.
Некоторые изобретатели работали над улучшением конструкции парового молота; их деятельность была направлена, в первую очередь, на устранение недостатков молота, как паровой машины, и на разработку общего расположения, которое облегчило бы работу около наковальни. Лишь немногим конструкциям из множества предложенных удалось удержаться до нашего времени, поэтому строящиеся паровые молоты сводятся к ограниченному числу типов и притом наиболее простым из предложенных, потому как на практике оказалось, что требования прочности, удобства ремонта и легкой транспортировки молота должны выступать на передний план перед всеми остальными.